# لودفيغ هوبر
لودفيغ هوبر (بالألمانية: Ludwig Huber)‏ هو أحيائي نمساوي، ولد في 25 يوليو 1964 في Neunkirchen, Austria ‏ في النمسا.